# Выборы председателя Либерально-демократической партии Японии (2024)
Выборы председателя «Либерально-демократической партии Японии» 2024 года состоялись 27 сентября, чтобы избрать следующего лидера партии на трёхлетний срок.
Действующий председатель ЛДП и премьер-министр страны Фумио Кисиды объявил 14 августа, что не будет баллотироваться на переизбрание на фоне рекордно низких рейтингов одобрения после скандала с подкупом партийных фракций «Шисуикай» и «Сэйва Сэйсаку Кэнкюкай», обе из которых объявили о своём роспуске в январе 2024 года. Фракция «Кочикай» Кисиды также самораспустилась. Рейтинги одобрения также были подпорчены связями партии с Церковью объединения.
Выборы 2024 года стали первыми после упразднения большинства партийных фракций в результате скандала с подкупом, из-за чего комментаторы описали результаты выборов как необычайно нестабильные и непредсказуемые. На пост председателя баллотировались девять кандидатов, что стало рекордным числом. В начале официального периода предвыборной кампании бывший министр обороны Сигэру Исиба, бывший министр окружающей среды Синдзиро Коидзуми и государственный министр экономической безопасности Санаэ Такаити оказались тремя главными фаворитами на основе опросов. Исиба и Коидзуми были описаны как «центристы» выборов, в то время как Такаити была описана как «убеждённый консерватор».
Исиба с небольшим перевесом победил Такаити во втором туре и был утверждён парламентом в качестве следующего премьер-министра четыре дня спустя, 1 октября. Победу Исибы комментаторы описали как неожиданную и разочаровывающую, учитывая его прошлые неудачи на выборах лидера, а также его непопулярность среди многих членов парламента от ЛДП.

## Процедура выборов
Процесс выборов председателя ЛДП установлена в «Правилах выборов председателя партии». Чтобы официально претендовать на участие в выборах, кандидат должен быть членом Национального парламента от партии и получить номинацию от не менее 20 парламентариев партии.
ЛДП выбирает своего лидера путём двухтуровых выборов, в которых участвуют как члены парламента от ЛДП, так и члены партии, уплачивающие членские взносы. В первом туре все члены парламента от ЛДП подают один голос, в то время как голоса членов партии пропорционально переводятся в голоса, равные другой половине от общего числа голосов. Если какой-либо кандидат набирает большинство (более 50 %) голосов в первом туре, этот кандидат избирается председателем.
Поскольку ни один кандидат не получил большинства голосов в первом туре, был немедленно проведён второй тур между двумя ведущими кандидатами, Сигэру Исибой и Санаэ Такаити. Во втором туре все члены парламента голосуют снова, в то время как 47 префектурных отделений ЛДП получают по одному голосу, а результат последних голосов определяется с использованием результатов первого тура членов партии в каждой префектуре. Кандидат, набравший наибольшее количество голосов во втором туре, затем избирается председателем. Исиба получил 215 голосов против 194 у Такаити, что обеспечило первому место следующего лидера ЛДП.

## Предыстория
После отставки председателя партии и премьер-министра Ёсихидэ Суга бывший министр иностранных дел Фумио Кисида был избран председателем ЛДП в 2021 году, победив министра административной реформы и реформы регулирования Таро Коно во втором туре выборов, и став премьер-министром Японии 4 октября 2021 года.

### Убийство Синдзо Абэ и связи с Церковью объединения
После убийства бывшего премьер-министра Синдзо Абэ в 2022 году новое религиозное движение Церковь объединения показало значительное политическое влияние на ЛДП, и популярность партии, а также рейтинг одобрения Кисиды снизились. Кисида провёл перестановки в своём кабинет 10 августа 2022 года, пытаясь убрать министров, связанных с Церковью, чтобы восстановить общественное доверие к своёму правительству.
Кисида снова произвёл замены в своём кабинете 13 сентября 2023 года, поскольку его премьерство продолжало терять общественную поддержку. Перестановка была отмечена сравнительно высокой долей женщин на официальных должностях и включением членов оппозиционных фракций на высокопоставленные должности, таких как Таро Коно и Тосимицу Мотэги.

### Скандал с тайным фондом
В ноябре 2023 года было обнаружено, что члены консервативных фракций ЛДП «Сэйва Сэйсаку Кэнкюкай» и «Шисуикай» не сообщили о более чем 600 миллионах японских иен (4,06 миллиона долларов США) в фондах предвыборной кампании, которые они вместо этого вложили в незаконные тайные фонды. Это привело к скандалу, связанному с нецелевым использованием этими членами средств для предвыборной кампании.
На фоне разрастающегося скандала Кисида 13 декабря 2023 года объявил об увольнении главного секретаря кабинета министров Хирокадзу Мацуно, министра экономики, торговли и промышленности Ясутоси Нисимура, министра внутренних дел и коммуникаций Дзюндзи Судзуки и министра сельского хозяйства, лесного хозяйства и рыболовства Итиро Мияшита. Хироюки Миядзава, заместитель министра обороны, также был отстранён от должности. Все отстранённые должностные лица принадлежали к фракции «Сэйва Сэйсаку Кэнкюкай». Оппозиционная «Конституционно-демократическая партия» (КДП) выдвинула вотум недоверия Мацуно и всему кабинету Кисиды в результате скандала. Хотя оба предложения не были приняты из-за большинства, занимаемого ЛДП в парламенте, это был самый близкий к успеху вотум недоверия за десятилетия из-за редкого единства между оппозиционными партиями Японии, проголосовавшими за.
Первые аресты произошли 7 января 2024 года, когда бывший заместитель министра образования Ёситаки Икеда и его помощник Казухиро Какинума были обвинены в сокрытии 48 миллионов иен, которые «Сэйва Сэйсаку Кэнкюкай» заработала в период с 2018 по 2022 год. Национальное полицейское агентство оправдало их арест тем, что существует вероятность уничтожения доказательств. Икеда был исключён из рядов ЛДП после того, как подробности арестов были обнародованы.
7 декабря 2023 года Кисида объявил о своей отставке с поста лидера умеренной фракции «Кочикай», которую он возглавлял с 2012 года, и заявил, что покинет фракцию из-за скандала. Месяц спустя, в январе 2024 года, «Кочикай», «Сэйва Сэйсаку Кэнкюкай» и «Шисуикай» были распущены, оставив в партии только фракции «Хэйсэй Кэнкюкай» Мотэги и «Сикокай» Таро Асо.

### Продолжающаяся непопулярность и отставка
Рейтинги одобрения Кисиды продолжали падать после скандала, упав до 23 % 13 декабря 2023 года, что стало самым низким рейтингом для премьер-министра с момента возвращения ЛДП к власти в 2012 году. К 22 декабря его рейтинги одобрения ещё больше снизились до 17 %. Согласно опросу «Майнити симбун», проведённому 18 декабря 2023 года, 79 % респондентов не одобряли деятельность Кисиды на посту премьер-министра, что является самым высоким показателем неодобрения со времён окончания Второй мировой войны.
Возникли опасения относительно способности Кисиды привести партию к победе на предстоящих парламентских выборах, а скандал привёл к предположениям о том, что ЛДП может потенциально потерять власть в пользу коалиции во главе с КДП. Бывший член «Сэйва Сэйсаку Кэнкюкай» и член Палаты представителей Такатори Сюичи заявил, что не верит, что партия сможет сохранить большинство в парламенте, если Кисида будет переизбран на пост председателя партии, в то время как предшественник Кисиды Суга 23 июня призвал к отставке Кисиды, заявив, что партия потеряет власть, если «всё будет продолжаться так». Газета «Майнити симбун» сообщала, что в партии может произойти раскол на сторонников и противников Кисиды перед выборами, при этом некоторые из них поддержат критику Кисиды со стороны Суги.

## Результаты
| Кандидат                            | Кандидат                            | 1й тур           | 1й тур           | 1й тур       | 1й тур       | 1й тур              | 1й тур       | 1й тур        | 1й тур        | 1й тур   | 2й тур           | 2й тур           | 2й тур                 | 2й тур                 | 2й тур        | 2й тур        | 2й тур   |
| Кандидат                            | Кандидат                            | Члены парламента | Члены парламента | Члены партии | Члены партии | Члены партии        | Члены партии | Всего         | Всего         | Всего    | Члены парламента | Члены парламента | Префектурные отделения | Префектурные отделения | Всего         | Всего         | Всего    |
| Кандидат                            | Кандидат                            | Голосов          | %                | Голосов      | %            | Переведённые голоса | %            | Всего голосов | Всего голосов | %        | Голосов          | %                | Голосов                | %                      | Всего голосов | Всего голосов | %        |
| ----------------------------------- | ----------------------------------- | ---------------- | ---------------- | ------------ | ------------ | ------------------- | ------------ | ------------- | ------------- | -------- | ---------------- | ---------------- | ---------------------- | ---------------------- | ------------- | ------------- | -------- |
|                                     | Сигэру Исиба 当                     | 46               | 12,53 %          | 202 558      | 29,12 %      | 108                 | 29,35 %      | 154           | 20.95 из 100  | 20,95 %  | 189              | 52,21 %          | 26                     | 55,32 %                | 215           | 52.57 из 100  | 52,57 %  |
|                                     | Санаэ Такаити                       | 72               | 19,62 %          | 203 802      | 29,30 %      | 109                 | 29,62 %      | 181           | 24.63 из 100  | 24,63 %  | 173              | 47,79 %          | 21                     | 44,68 %                | 194           | 47.43 из 100  | 47,43 %  |
|                                     | Синдзиро Коидзуми                   | 75               | 20,44 %          | 115 633      | 16,63 %      | 61                  | 16,58 %      | 136           | 18.5 из 100   | 18,50 %  | Выбыли           | Выбыли           | Выбыли                 | Выбыли                 | Выбыли        | Выбыли        | Выбыли   |
|                                     | Ёсимаса Хаяси                       | 38               | 10,35 %          | 52 149       | 7,50 %       | 27                  | 7,34 %       | 65            | 8.84 из 100   | 8,84 %   | Выбыли           | Выбыли           | Выбыли                 | Выбыли                 | Выбыли        | Выбыли        | Выбыли   |
|                                     | Такаюки Кобаяси                     | 41               | 11,17 %          | 35 501       | 5,10 %       | 19                  | 5,16 %       | 60            | 8.16 из 100   | 8,16 %   | Выбыли           | Выбыли           | Выбыли                 | Выбыли                 | Выбыли        | Выбыли        | Выбыли   |
|                                     | Тосимицу Мотэги                     | 34               | 9,26 %           | 26 081       | 3,75 %       | 13                  | 3,53 %       | 47            | 6.39 из 100   | 6,39 %   | Выбыли           | Выбыли           | Выбыли                 | Выбыли                 | Выбыли        | Выбыли        | Выбыли   |
|                                     | Ёко Камикава                        | 23               | 6,27 %           | 32 899       | 4,73 %       | 17                  | 4,62 %       | 40            | 5.44 из 100   | 5,44 %   | Выбыли           | Выбыли           | Выбыли                 | Выбыли                 | Выбыли        | Выбыли        | Выбыли   |
|                                     | Таро Коно                           | 22               | 5,99 %           | 14 971       | 2,15 %       | 8                   | 2,17 %       | 30            | 4.08 из 100   | 4,08 %   | Выбыли           | Выбыли           | Выбыли                 | Выбыли                 | Выбыли        | Выбыли        | Выбыли   |
|                                     | Кацунобу Като                       | 16               | 4,36 %           | 11 942       | 1,72 %       | 6                   | 1,63 %       | 22            | 2.99 из 100   | 2,99 %   | Выбыли           | Выбыли           | Выбыли                 | Выбыли                 | Выбыли        | Выбыли        | Выбыли   |
| Всего                               | Всего                               | 367              | 100,00 %         | 695 536      | 100,00 %     | 368                 | 100,00 %     | 735           |               | 100,00 % | 362              | 100,00 %         | 47                     | 100,00 %               | 409           |               | 100,00 % |
|                                     |                                     |                  |                  |              |              |                     |              |               |               |          |                  |                  |                        |                        |               |               |          |
| Действительные голоса               | Действительные голоса               | 367              | 100,00 %         | 695 536      | 99,57 %      | 368                 | 100 00 %     | 735           |               | 100,00 % | 362              | 98,64 %          | 47                     | 100,00 %               | 409           |               | 98,79 %  |
| Недействительные и пустые бюллетени | Недействительные и пустые бюллетени | 0                | 0,00 %           | 3 009        | 0,43 %       | 0                   | 0,00 %       | 0             |               | 0,00 %   | 5                | 1,36 %           | 0                      | 0,00 %                 | 5             |               | 1,21 %   |
|                                     |                                     |                  |                  |              |              |                     |              |               |               |          |                  |                  |                        |                        |               |               |          |
| Явка                                | Явка                                | 367              | 99,73 %          | 698 545      | 66,16 %      | 368                 | 100,00 %     | 735           |               | 99,86 %  | 367              | 99,73 %          | 47                     | 100,00 %               | 414           |               | 99,76 %  |
| Зарегистрированные избиратели       | Зарегистрированные избиратели       | 368              | 100,00 %         | 1 055 839    | 100,00 %     | 368                 | 100,00 %     | 736           |               | 100,00 % | 368              | 100,00 %         | 47                     | 100,00 %               | 415           |               | 100,00 % |